# One Night in Bangkok (album)
Albums de Sodom
M-16
(2001) Sodom
(2006)
Pour la chanson de Murray Head, voir One Night in Bangkok.
One Night in Bangkok est le troisième album live du groupe de thrash metal allemand Sodom. L'album est sorti en 2003 sous le label Steamhammer Records. La pochette a été dessinée par Tom Angelripper.
Il a été enregistré à Bangkok en Thaïlande.

## Liste des morceaux
| 1.  | Among the Weirdcong | 5:03 |
| 2.  | The Vice of Killing | 4:22 |
| 3.  | Wachturm            | 3:04 |
| 4.  | The Saw Is the Law  | 3:36 |
| 5.  | Blasphemer          | 2:46 |
| 6.  | Sodomized           | 2:55 |
| 7.  | Remember the Fallen | 4:18 |
| 8.  | I Am the War        | 4:11 |
| 9.  | Eat Me!             | 2:54 |
| 10. | Masquerade in Blood | 2:52 |
| 11. | M-16                | 4:31 |
| 12. | Agent Orange        | 5:43 |
| 13. | Outbreak of Evil    | 3:34 |

| 1.  | Sodomy and Lust                      | 5:32 |
| 2.  | Napalm in the Morning                | 6:15 |
| 3.  | Fuck the Police                      | 3:19 |
| 4.  | Tombstone                            | 4:08 |
| 5.  | Witching Metal                       | 2:49 |
| 6.  | The Enemy Inside                     | 4:34 |
| 7.  | Die stumme Ursel                     | 2:50 |
| 8.  | Ausgebombt                           | 4:36 |
| 9.  | Code Red                             | 4:07 |
| 10. | Ace of Spades (Reprise de Motörhead) | 2:44 |
| 11. | Stalinhagel                          | 8:00 |
| 12. | Among the Weirdcong (Clip)           | -    |

## Composition du groupe
- Tom Angelripper - Chant/Basse
- Bernemann - Guitare
- Bobby Schottkowski - Batterie